# 傑斯諾戈爾斯克
54°09′N 33°17′E / 54.150°N 33.283°E
傑斯諾戈爾斯克（俄语：Десного́рск）是俄羅斯斯摩棱斯克州東南部的一個城市，位於傑斯納河畔，距斯摩棱斯克東北153公里。2002年人口32,070人。
1974年建立，1989年建市。